# 西北蔷薇
西北蔷薇（学名：Rosa davidii），为蔷薇科蔷薇属下的一个植物变种。